# Hercostomus flutatus
Hercostomus flutatus är en tvåvingeart som beskrevs av Harmston och Wheeler 1945. Hercostomus flutatus ingår i släktet Hercostomus och familjen styltflugor.
Artens utbredningsområde är Tennessee. Inga underarter finns listade i Catalogue of Life.